# Martine Baujoud
Martine Baujoud, de son vrai nom Martine Braujou, née le 13 février 1949 à Menton et morte le 27 juillet 1990 à Montpellier, est une chanteuse française qui est apparue sur le Jeu de la Chance (Télé-Dimanche) et a gagné pendant deux semaines. Avec Henri Daguerre, bassiste pour Enrico Macias, elle avait un fils, Yannick Daguerre, décédé en 2011 (40 ans)
Après 9 années d’enregistrement entre 1967 et 1975, elle était revenue à la télévision, dans La chance aux chansons, vers 1990.

## Discographie
- 1967 : Hé M'man (paroles et musique de Jacques Brel), Ma cour des miracles / Heureusement y'a l'amour, Dis mon amour   (45 T EP Disc’Az)
- 1968 : Dalila, Ouvre ton cœur / Monsieur Charlie Chaplin, À quoi ça sert d'aimer (45 T EP Disc’Az)
- 1968 : Un dimanche après la fin du monde, De face et de profil / Avec des mots, L’homme en noir  (45 T EP Disc’Az)
- 1969 : Hier et aujourd’hui  (album 33 T 12 titres dont 4 inédits, chez Az)
- 1969 : Buena sera, Java plus / Pas maintenant, Un jour  (45 T EP Disc’Az)
- 1969 : Chanson-titre sur la B.O.F. Un homme qui me plaît  (33 T Pathé Marconi)
- 1972 : Dans l’ombre / Qu’est-ce que ça peut faire  (45 T single Sopram)
- 1973 : Laissez tourner les manèges / Rendez-moi mes souvenirs  (45 T single Pathé Marconi)
- 1975 : Une fille seule sur la plage / Tant pis  (45 T single BASF)
- 1975 : On ne meurt pas pour un homme / L’enfant que j’aime  (45 T single BASF)